# Williamsburg, Massachusetts
Williamsburg är en kommun (town) i Hampshire County i Massachusetts. Vid 2010 års folkräkning hade Williamsburg 2 482 invånare.

## Kända personer från Williamsburg
- Edward Thorndike, psykolog